# 検察官適格審査会
検察官適格審査会（けんさつかんてきかくしんさかい）は、日本の法務省に設置された審議会の1つ。
検察庁法第23条の規定によって設置されており、検察官の罷免の勧告や適格の審査を行う。

## 機能
個々の検察官が職務遂行に適するか否かを審査し、法務大臣に通知することを任務とする。
3年に1度の定時審査（検察庁法23条2項1号）の他に、法務大臣の請求による各検察官の随時審査（同項2号）や審査会の職権に基づく随時審査（同項3号）なども行われ得る。一般人も当審査会に検察官の審査を申し出ることができる。
審査に付された検察官と所属長については会議に出席して意見を述べさせることができ、検察官に不適格の疑がある場合は当該検察官に対してあらかじめ相当な期間を置いて会議の理由を通告した上で会議に出席して弁解や有利な証拠を提出する機会を与えなければならない。 
検察官が心身の故障、職務上の非能率その他の事由に因りその職務を執るに適しないときは、検察官適格審査会が職務不適格の議決をし、法務大臣に対して通知をする。内閣が任免権を有する検察官（検事総長、次長検事、検事長）については、検察官適格審査会の不適格議決と法務大臣の罷免勧告を経て罷免することができ、検事及び副検事（いずれも法務大臣が任免権を有する）については検察官適格審査会の職務不適当議決があれば罷免しなければならない（検察庁法第23条）。
審査によって免職された場合、3年間弁護士になることができない（弁護士法第7条3号）。
GHQの検事公選制の提案に対して、日本政府が検察官適格審査会を逆提案して成立した。検察審査会と共に検察をチェックする仕組みとして設けられたが、ほとんど機能していないという指摘もある。これは、ほとんどの場合、審査にかけられる前に自ら辞職するか懲戒免職となるため。罷免の記録は、1992年に広島県で失踪した唐津区検察庁副検事が免職となったのみである。
2010年12月、“国民からの申し立てを受けた”初の随時審査が、大阪地検特捜部主任検事証拠改竄事件で証拠の改竄を打ち明けられたのに放置していた担当検事について行われることになったが、2013年3月12日に元担当検事に不適格とは認められないと議決して不罷免の決定をした。

## 構成
検察庁法第23条4項の規定により、国会議員6人（衆議院議員4人、参議院議員2人）、最高裁判所判事1人（最高裁判事の互選。検察官適格審査会令1条2項）、日本弁護士連合会会長（検察官適格審査会令1条1項2号）、日本学士院会員1人（日本学士院会員の互選。検察官適格審査会令1条2項）、学識経験者2人の計11名で構成される。定足数は9人。
委員は法務大臣により任命され、その任期は2年で再任されることができ、非常勤であり、委員1人につき同一の資格のある予備委員1人が法務大臣により任命される。予備委員のうち、日弁連会長をもって充てる委員の予備委員は日弁連副会長の内の年長者（検察官適格審査会令2条2項）を任命する。
公安委員会とは異なり、「任命前5年間に検察の職務を行う職業的公務員の前歴のないもの」という規定はない。

### 現在の委員及び予備委員
2024年（令和6年）4月18日現在の構成員。
| 氏名       | 職名                 | 備考 |
| ---------- | -------------------- | ---- |
| 金田勝年   | 衆議院議員           |      |
| 牧原秀樹   | 衆議院議員           |      |
| 稲富修二   | 衆議院議員           |      |
| 遠藤敬     | 衆議院議員           |      |
| 石井浩郎   | 参議院議員           |      |
| 牧山ひろえ | 参議院議員           |      |
| 安浪亮介   | 最高裁判所判事       |      |
| 渕上玲子   | 日本弁護士連合会会長 |      |
| 井上正仁   | 日本学士院会員       | 会長 |
| 川出敏裕   | 東京大学大学院教授   |      |
| 大野恒太郎 | 弁護士               |      |

| 氏名     | 職名                   |
| -------- | ---------------------- |
| 笹川博義 | 衆議院議員             |
| 三谷英弘 | 衆議院議員             |
| 小山展弘 | 衆議院議員             |
| 山本剛正 | 衆議院議員             |
| 太田房江 | 参議院議員             |
| 串田誠一 | 参議院議員             |
| 今崎幸彦 | 最高裁判所判事         |
| 上田智司 | 日本弁護士連合会副会長 |
| 伊藤眞   | 日本学士院会員         |
| 橋爪隆   | 東京大学大学院教授     |
| 落合義和 | 弁護士                 |